# Liste des commanderies templières en Castille-et-León
 (juillet 2024).
La mise en forme du texte ne suit pas les recommandations de Wikipédia : il faut le « wikifier ».
Les points d'amélioration suivants sont les cas les plus fréquents. Le détail des points à revoir est peut-être précisé sur la page de discussion.
- Les titres sont pré-formatés par le logiciel. Ils ne sont ni en capitales, ni en gras.
- Le texte ne doit pas être écrit en capitales (les noms de famille non plus), ni en gras, ni en italique, ni en « petit »…
- Le gras n'est utilisé que pour surligner le titre de l'article dans l'introduction, une seule fois.
- L'italique est rarement utilisé : mots en langue étrangère, titres d'œuvres, noms de bateaux, etc.
- Les citations ne sont pas en italique mais en corps de texte normal. Elles sont entourées par des guillemets français : « et ».
- Les listes à puces sont à éviter, des paragraphes rédigés étant largement préférés. Les tableaux sont à réserver à la présentation de données structurées (résultats, etc.).
- Les appels de note de bas de page (petits chiffres en exposant, introduits par l'outil «  Source ») sont à placer entre la fin de phrase et le point final[comme ça].
- Les liens internes (vers d'autres articles de Wikipédia) sont à choisir avec parcimonie. Créez des liens vers des articles approfondissant le sujet. Les termes génériques sans rapport avec le sujet sont à éviter, ainsi que les répétitions de liens vers un même terme.
- Les liens externes sont à placer uniquement dans une section « Liens externes », à la fin de l'article. Ces liens sont à choisir avec parcimonie suivant les règles définies. Si un lien sert de source à l'article, son insertion dans le texte est à faire par les notes de bas de page.
- La présentation des références doit suivre les conventions bibliographiques. Il est recommandé d'utiliser les modèles {{Ouvrage}}, {{Chapitre}}, {{Article}}, {{Lien web}} et/ou {{Bibliographie}}. Le mode d'édition visuel peut mettre en forme automatiquement les références.
- Insérer une infobox (cadre d'informations à droite) n'est pas obligatoire pour parachever la mise en page.

Pour une aide détaillée, merci de consulter Aide:Wikification.
Si vous pensez que ces points ont été résolus, vous pouvez retirer ce bandeau et améliorer la mise en forme d'un autre article.
Vous pouvez partager vos connaissances en l’améliorant (comment ?) selon les recommandations des projets correspondants.
Cette liste recense les anciennes commanderies et maisons de l'Ordre du Temple dans l'actuelle communauté autonome de Castille-et-León.

## Histoire et faits marquants

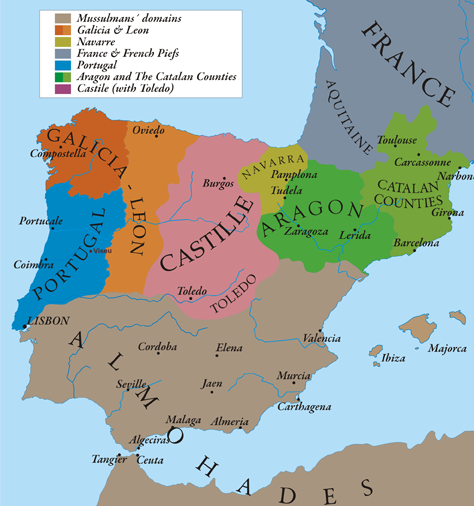
Les royaumes de la péninsule ibérique au début du XIII

Cette communauté autonome correspond en grande partie aux anciens royaumes de Castille et de León tels qu'ils étaient au début du XIIIe siècle et l'ensemble des commanderies constituait une province aux ordres d'un maître, province qui fut réunie vers 1220 avec celle du Portugal. La Cantabrie, la principauté des Asturies ainsi que la communauté de Madrid faisaient également partie de cette province tout comme la province de Tolède. Le règne de Ferdinand III de Castille marquera l'expansion de ces royaumes et de cette province des templiers (Castille, León et Portugal) vers le sud avec notamment la reconquête des territoires correspondant à l'Estrémadure (Voir la liste en Estrémadure).
Les templiers sont mentionnés à partir de 1146 mais leur relation avec Alphonse VII de León et Castille était conflictuelle. Au début du XIVe siècle, le procès de l'ordre du Temple entraina leur disparition mais les templiers de cette province furent déclarés innocents.
On fait état de vingt sept châteaux en Castille-et-León qui auraient appartenu aux templiers mais ils ne furent pas tous des commanderies. 
Trois de ces commanderies se trouvaient sur la route du chemin français du Pèlerinage de Saint-Jacques-de-Compostelle.

## Commanderies
| Commanderie               | Ville actuelle (ou à proximité) | Observations |
| ------------------------- | ------------------------------- | --- |
| Alba de Aliste            | Castillo de Alba (es)           | , |
| Alcañices                 | Alcañices                       | Château d'Alcañices (es) (1211) + droit de martiniega (es) sur la ville (1255) |
| Benavente                 | Benavente                       | Baillie de Benavente et Tábara Château de Benavente (es) |
| Carbajales                | Carbajales de Alba              | 1310: in bayliuas de Tauara et de Carvalhaaes |
| Ceinos                    | Ceinos de Campos                | (la): Domus Templi de Cephinis Église Sainte-Marie du Temple (en) Garsias Romeu, comendator in Cephinis (1168) Commanderie de Ceinos (1296) Bayliue de Safines (1310)                     |
| Ciudad Rodrigo            | Ciudad Rodrigo                  | Dominico Petri, commendatore, fratre Templi ; (1218) Bayliva de Cidade (1310) Église Santa María del Templo                                                                               |
| Mayorga                   | Mayorga                         | [ 15 ] |
| Medina del Campo          | Medina del Campo                | [ 16 ] |
| Ponferrada                | Ponferrada                      | 1197 |
| Salamanque                | Salamanque                      | Bayliue de Salamanca (1310) |
| San Juan de Otero         | Inconnu                         | Deux thèses s'opposent: * Soit l'ermitage de San Bartolomé (es) à Ucero * Soit les ruines au sud est de Tozalmoro (es) qui paraissent correspondre au site de la Villa Sica reçue en 1146 |
| San Pedro de Latarce (es) | San Pedro de Latarce            | [ 19 ] |
| Tábara                    | Tábara                          | [ 6 ] |
| Villalpando               | Villalpando                     | [ 20 ] |
| Villapalmaz               | Toral de los Guzmanes           | [ 20 ] |
| Villasirga                | Villalcázar de Sirga            | , |
| Zamora                    | Zamora                          | Baillie |

| Localisation en Castille-et-León (Liens vers les articles correspondants) |
| --- |
| \| Castille- La Manche Ar. Estrém. Gal. Asturies Navarre La Rioja Nord P. Alba. Alcañices Benavente Carbajales -Ceinos Ciudad Rodrigo Duruelo Mayorga Medina del Campo Pajares. Pieros Ponferrada Rabanal. Salamanque S. Juan de Otero S. Pedro de latarce Tábara -Villalpando Villapalmaz Villár. Villasirga Zamora Frandovínez Yanguas Terradillos \| |
| Castille- La Manche Ar. Estrém. Gal. Asturies Navarre La Rioja Nord P. Alba. Alcañices Benavente Carbajales -Ceinos Ciudad Rodrigo Duruelo Mayorga Medina del Campo Pajares. Pieros Ponferrada Rabanal. Salamanque S. Juan de Otero S. Pedro de latarce Tábara -Villalpando Villapalmaz Villár. Villasirga Zamora Frandovínez Yanguas Terradillos       |

## Autres biens
- Dépendant de la commanderie de Ponferrada :
  - Pieros
  - Rabanal del Camino, église
  - Château d'Ulver (Cornatel) (es) qui dépendait de Ponferrada[20]
- Dépendant de la baillie / commanderie de Villalpando:
  - Maison du temple de Villárdiga[8],[20].
    - Fief de Pajares de la Lampreana[8] qui dépendait de  Villárdiga.
- Dépendant de la baillie / commanderie Sainte Marie de Villasirga:
  - Terradillos de los Templarios[23] (1191)
  - Valtadixa (1307)[24] (comarque de Valdavia?)[25]
- Couvent de Saint-Jean à Valladolid qui se situait à l'extérieur de l'enceinte de la ville (détruit)[26]
- Dans la province de Ségovie :
  - Le domaine, le village et le territoire de Duruelo[N 3]
- Dans la province de Burgos :
  - Des terres à Frandovínez[27]
- Dans la province de León :
  - Des droits partagés sur les églises d'Alcuetas (es) (santa Maria) et de Matanza (san Pedro)[28]
  - À la suite du traité de Tordehumos (es) signé en 1194[29], la garde des châteaux de Castrotierra[N 4] , Herrera de Riaño, Almanza, Peña Ramir et Colle (es)[N 5]
- Dans la province de Soria :
  - Villa Sica[N 6] , village déserté donné par Alphonse VII de Castille en novembre 1146 au maître de Provence et parties des Espagnes, Peire de Rovira[31]
  - Des biens à Yanguas[32] qui devaient dépendre de la baillie d'Alcanadre dans la Rioja

### Possessions douteuses ou à vérifier
- La baillie d'Ágreda[33]
- Commanderie dite de San Bartolome del Cueto, Los Barrios de Nistoso (es), province de León[34]
- Château de Castillejo de Robledo (es), Castillejo de Robledo, province de Soria[35]
- Monastère de San Polo (es), commune de Soria[36]
- Dans la province d'Ávila :
  - Arévalo, Moraleja de Santa Cruz, Villanueva del Campillo,  Aldea del Rey Niño (es) ;
- Dans la province de Burgos :
  - Église Santa María de Siones (es), municipalité de Valle de Mena
  - Église de Sarracín
  - Villafranca Montes de Oca
- Dans la province de Palencia :
  - Église Sainte-Marie-Majeure (es) de Villamuriel de Cerrato
  - Église de Santiago (es) de Carrión de los Condes
  - Hospice de Támara de Campos (Hospitaliers?)
- Dans la province de Salamanque :
  - Pueblos de los Santos, Guadapero (es), Sexmíro (es)[N 7], Bogajo, Lerilla, monts de Matahijos[N 8] et les vignes de Tejares
  - Des biens autour de Villavieja de Yeltes
- Dans la province de Valladolid :
  - Muriel de Zapardiel